# 阿尔弗雷德·巴林·加罗德
阿尔弗雷德·巴林·加罗德爵士（英語：Sir Alfred Baring Garrod，1819年5月13日—1907年12月28日）是一位英格兰内科医生，1858年当选英国皇家学会会士。

## 个人生活
两个儿子阿尔弗雷德·亨利·加罗德和阿奇博尔德·加罗德都是生理学家和动物学家。